# 巴鲁米尼
巴鲁米尼（義大利語：Barumini），是意大利撒丁大区南撒丁省的一个市镇。总面积26.57平方公里，人口1340人，人口密度50.4人/平方公里（2009年）。ISTAT代码为106002。